# Grauer Turm (Fritzlar)

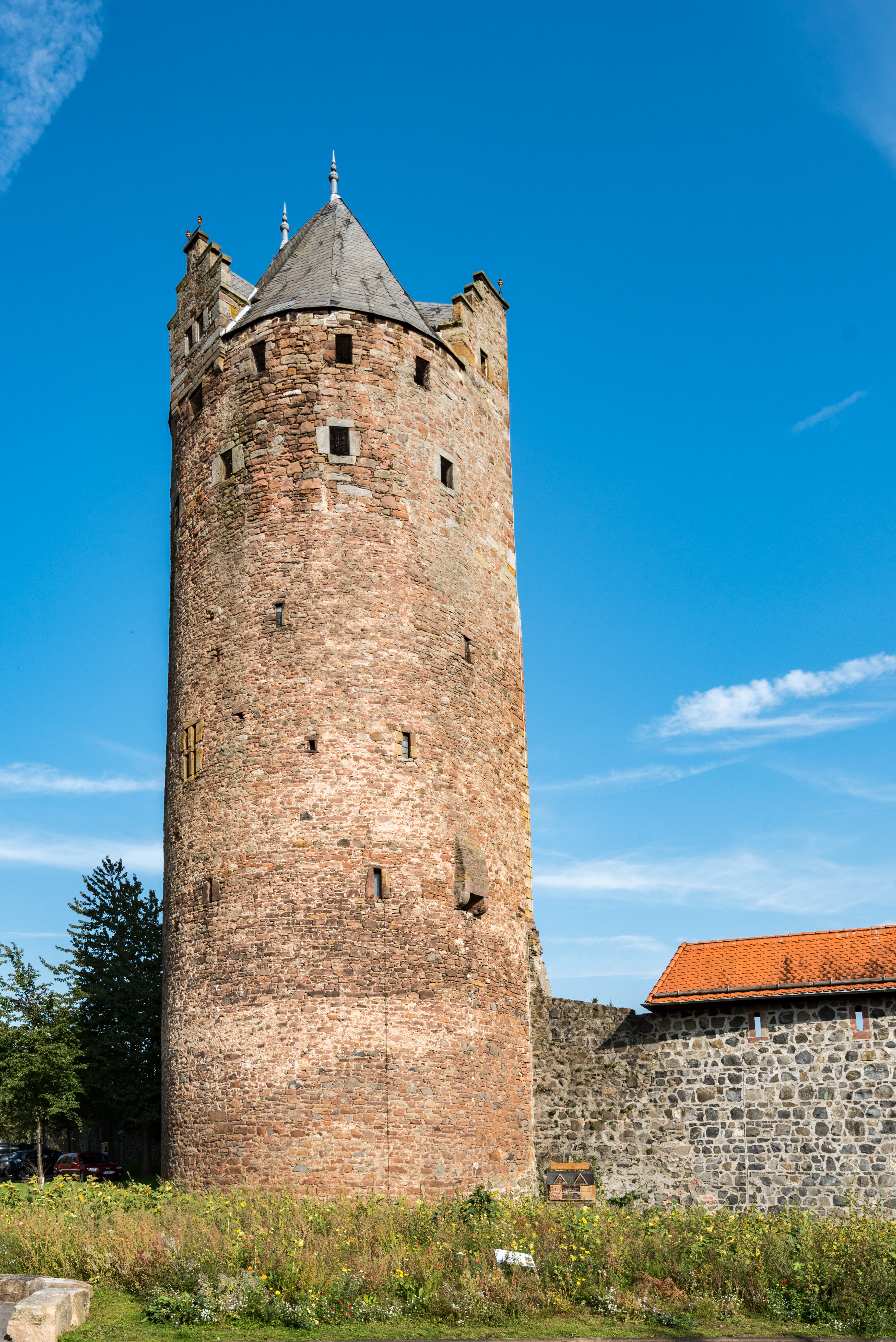
Grauer Turm

Der Graue Turm ist ein Teil der Stadtmauerbefestigung von Fritzlar in Nordhessen. Er steht an der Nordwestseite der weitgehend erhaltenen Stadtmauer, an der hier in den 1980er Jahren wieder ein Stück der ehemaligen Mauerkrone mit Wehrgang hergerichtet wurde.

## Geschichte

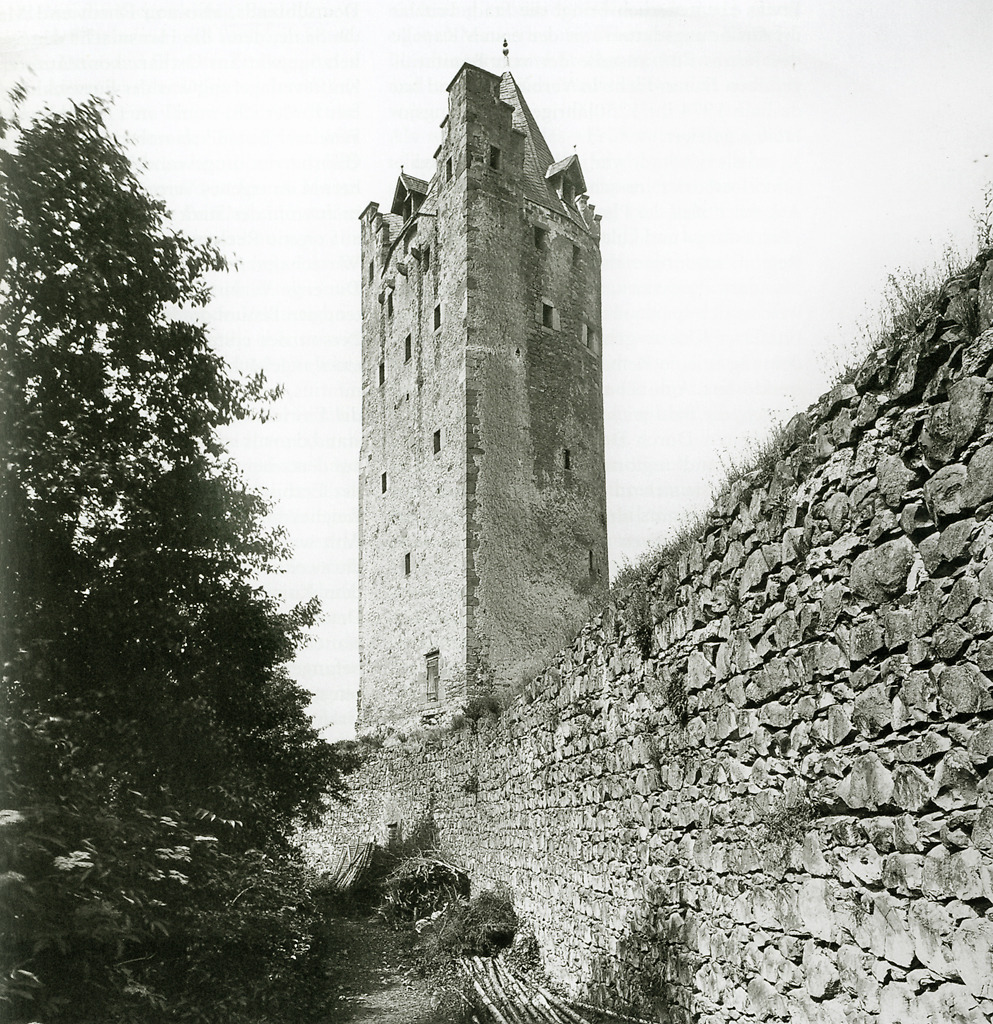
Der Graue Turm um 1900

Der Turm wurde von den Kurmainzer Stadtherren nach der Zerstörung Fritzlars durch landgräflich-hessische Truppen errichtet und 1274 erstmals als „turris magna“ (großer Turm) erwähnt. Er wurde über das St.-Peters-Stift finanziert. Im nächsten Jahrhundert wurde er auch als Signalturm genutzt, der mit den Besatzungen der im Umkreis der Stadt errichteten Warten in Verbindung stand. Besonders Ende des 19. Jahrhunderts waren umfangreiche Restaurierungen notwendig.

## Bauwerk
Der mit seinem hufeisenförmigen Grundriss vor die Stadtmauer ragende Wehrturm ist einer der größten erhaltenen städtischen Mauertürme Deutschlands. Er hat an seiner stadtseitigen, geraden Innenseite eine Breite von 10,5 Metern und ragt 38 Meter hoch.
Das Turminnere enthält heute vier Etagen. Die untere Etage fungierte im Mittelalter als Verlies und war lange nur durch eine Luke aus der zweiten Etage erreichbar. 1541 wurde das Verlies auch durch eine Tür zur Stadt hin zugänglich gemacht. In der über eine Außentreppe zugänglichen zweiten Etage befinden sich, neben dem „Angstloch“ hinunter in das Verlies, verschiedene Folterinstrumente. In der dritten Etage wird die Zerstörung der Stadt Fritzlar 1232 nach Aufzeichnungen von Wigand Gerstenberg mit einem Stadtmodell und großformatigen Zeichnungen von Rolf Henn museal dokumentiert. In der vierten Etage wird die Missionierung der Region durch Bonifatius dargestellt.